# イアン・ダンカン・スミス
イアン・ダンカン・スミス（Rt Hon Iain Duncan Smith MP、1954年4月9日 - ）は、イギリスの政治家、軍人。「ダンカン・スミス」が姓である。下院議員で現在9期目。保守党所属で、2001年から2003年まで党首を務めた。軍人時代の最終階級は中尉。エリザベス夫人との間に4人の子供がいる。宗教はカトリックである。

## 経歴
スコットランドのエディンバラ生まれ。母方の祖母は日本人で、4分の1だけ日本人の血を引いているクォーターである。また、劇作家のジョージ・バーナード・ショーは曾祖父にあたる。青年時はイギリス陸軍のスコットランド近衛連隊に所属し、中尉を最後に退役した。
政治キャリアのスタートは1992年で、元首相マーガレット・サッチャーの側近ノーマン・テビットの引退に伴い同年の総選挙に出馬、下院議員に当選を果たした。当選後は、ジョン・レッドウッドやマイケル・ポーティロらと共に党内右派として立ち回り、当時のジョン・メージャー首相とたびたび対立した。
2001年の総選挙での惨敗を受け、ウィリアム・ヘイグ党首が引責辞任した後に行われた党首選挙で勝利し、2001年9月に党首に就任した。しかしトニー・ブレア首相の個性に埋没し、党内ではブレアに対抗できないとの声が相次ぎ、2003年10月に党首不信任決議案を可決され党首を解任された。後任にはマイケル・ハワードが就任した。
イラク戦争に対しては一貫して積極的な姿勢を示し、2002年9月の『デイリー・テレグラフ』への寄稿ではサッダーム・フセイン政権打倒の旨をこの時点で表明している。2003年の開戦前にはブレアと党首会談を行い、武力行使への支持を表明。イラクに対する武力行使容認決議可決・イギリス軍参戦への流れを決定付ける。ただ、イラク戦争でブレア擁護の立場に立ったことは、政権と保守党との政策的相違を曖昧にし、失脚の一因となった。
2005年12月より、保守党社会正義調査会の会長を務める。
2010年5月、第1次キャメロン内閣において労働・年金大臣に任命された。
ダンカン・スミスは第2次キャメロン内閣では最も経験のある保守党政治家の一人であり、イギリスの欧州連合離脱是非を問う国民投票におけるEU離脱派の急先鋒だった。デーヴィッド・キャメロン首相とジョージ・オズボーン財務大臣が「EU離脱は闇への跳躍であり経済へ大きなショックである」と主張していることに対し、何故そのようなお粗末な意見をもたねばならないのかと疑問を呈した。
2020年6月、対中政策に関する列国議会連盟を設立し議長に就任。